# Evasterias retifera
Evasterias retifera är en sjöstjärneart som beskrevs av Alexander Michailovitsch Djakonov 1938. Evasterias retifera ingår i släktet Evasterias och familjen trollsjöstjärnor. Inga underarter finns listade i Catalogue of Life.